# Szilárd Ignác Bogdánffy
Szilárd Ignác Bogdánffy (21. února 1911, Crna Bara – 3. října 1953, Aiud) byl rumunský římskokatolický duchovní, pomocný biskup velkovaradínský. Katolická církev jej uctívá jako blahoslaveného mučedníka.

## Život

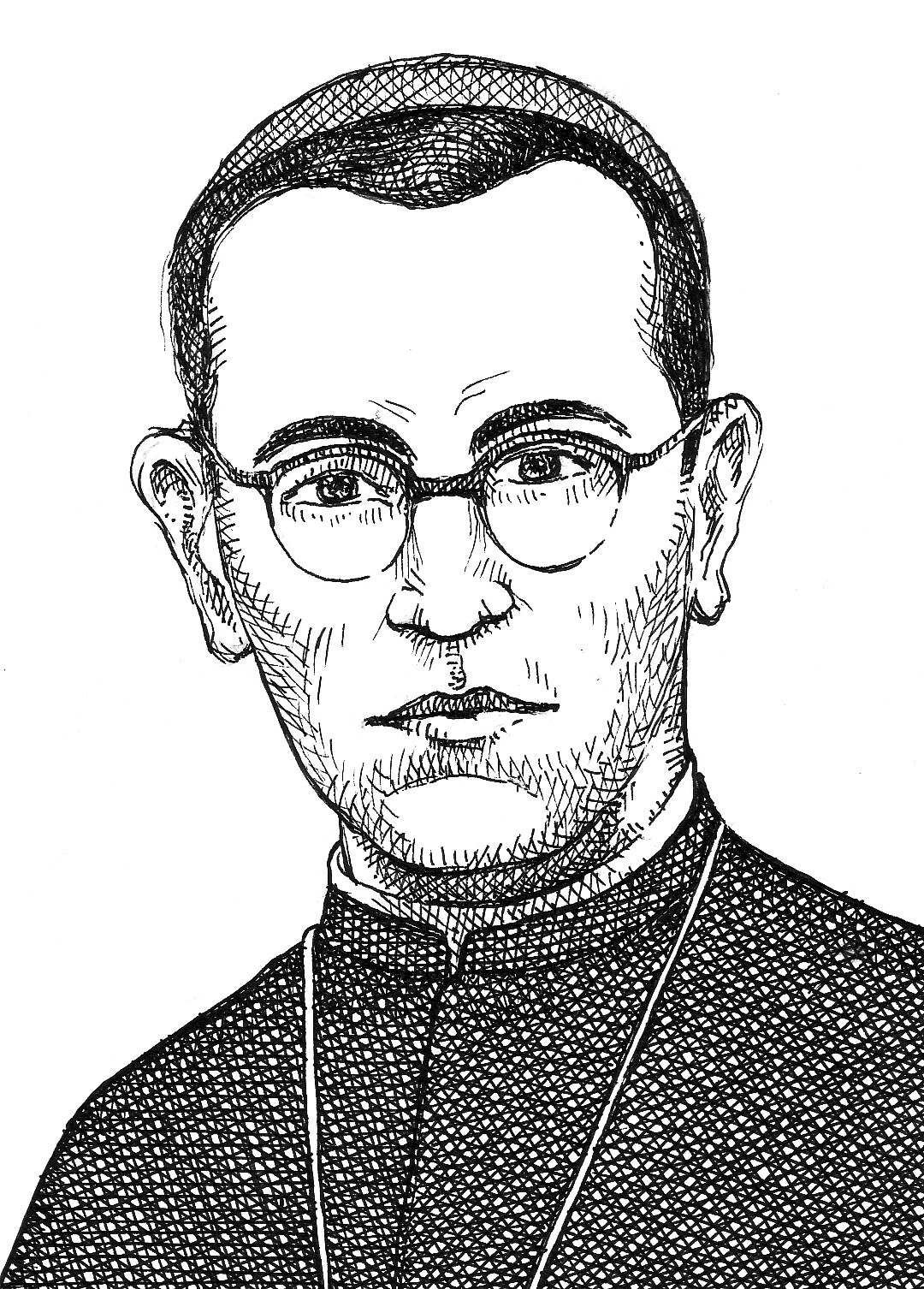
Portrét

Narodil se dne 21. února 1911 ve vesnici Feketetó (Crna Bara) v dnešním Srbsku maďarským rodičům. Pokřtěn byl ve farním kostele v nedaleké obci Čoka, ve které byl jeho otec kantorem. Roku 1925 se se svoji rodinou přestěhoval ze své rodné obce do čtvrti Elisabetin v Temešváru.

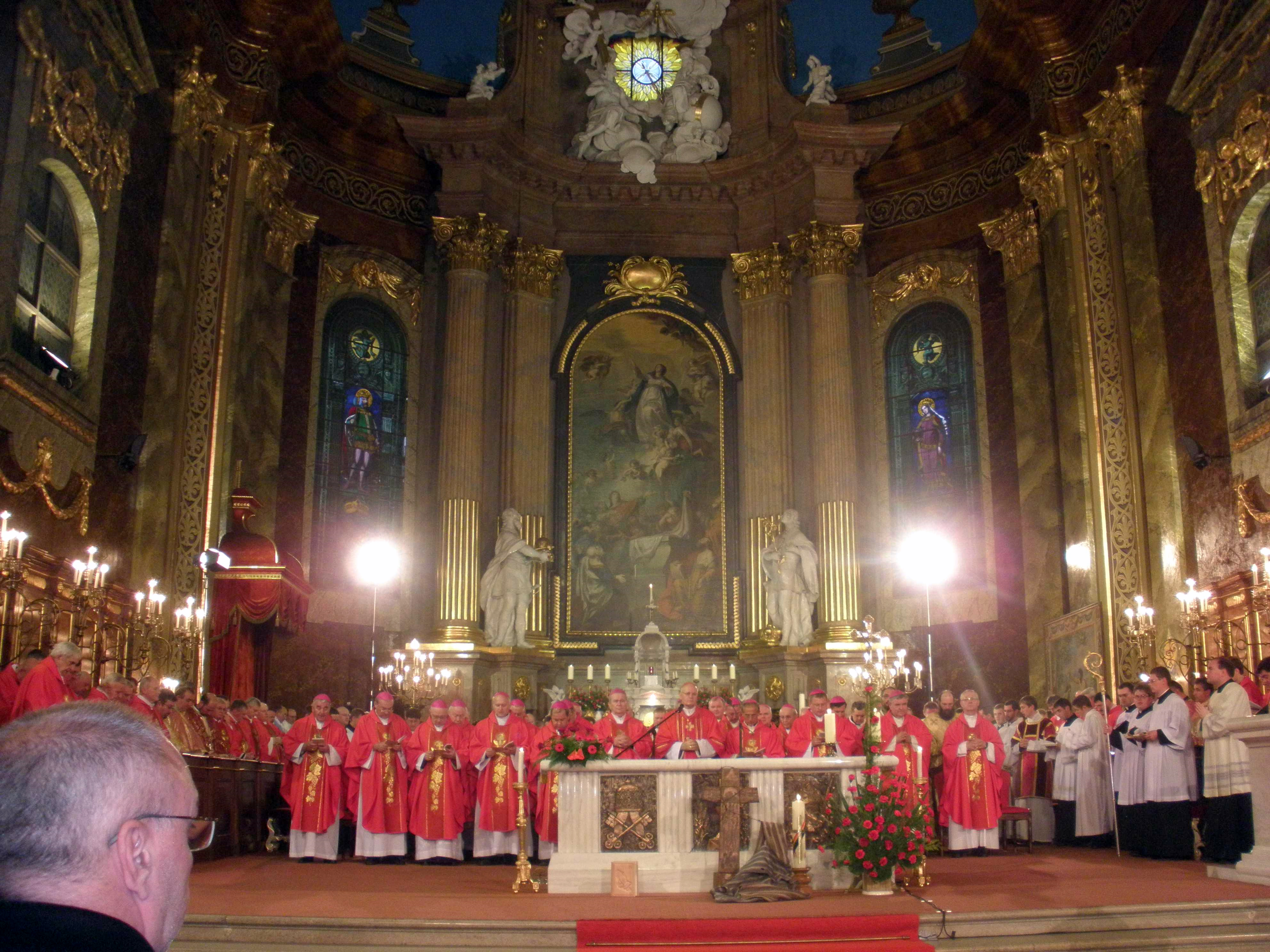
Jeho beatifikace v katedrále Nanebevzetí Panny Marie ve Velkém Varadíně

Nejprve docházel na základní školu ve své rodné obci, a po přestěhování roku 1925 navštěvoval piaristické gymnázium v Temešváru. Byl přijat do kněžského semináře latinského obřadu ve městě Velký Varadín. Po jeho absolvováním jej na kněze vysvětil biskup velkovaradínský István Fiedler dne 29. června 1934. Ve studiu pokračoval na univerzitě Loránda Eötvöse v Budapešti, kde získal doktorát z filozofie a dogmatiky. Po návratu do Rumunska se stal profesorem kněžského semináře latinského obřadu v Oradei a zpovědníkem v místním klášteře uršulinek. Za druhé světové války pomáhal se záchranou židovského obyvatelstva před nacistickým vyhlazováním.
Po skončení války se moci v Rumunsku ujal nový komunistický režim, který začal potlačovat a perzekvovat církev a její představitele. V důsledku toho povolil Svatý stolec tajná svěcení biskupů. Dne 14. února 1949 jej biskup Gerald O'Hara tajně vysvětil na pomocného biskupa velkovaradínského v kapli apoštolské nunciatury v Bukurešti.
Pouhé dva měsíce po svém vysvěcení byl poté, co odmítl spolupracovat s rumunskou vládou na vytvoření nové církve latinského obřadu, nezávislé na Svatém stolci zatčen uvězněn. Roku 1949 byl uvězněn ve věznici ve Velkém Varadíně a roku 1951 byl převelen do věznice Jilava ve stejnojmenné obci. Následně byl poslán na nucené práce do Sighetu Marmației a poté do pracovního tábora Cape Midia u vodního kanálu Dunaj – Černé moře. Roku 1953 byl vojenským soudem ve Velkém Varadíně odsouzen ke dvanácti letům vězení a převezen do věznice Aiud.
Zde zemřel na samotce na zápal plic a v důsledku špatných podmínek a mučení dne 3. října 1953.

## Úcta
Jeho beatifikační proces započal dne 4. února 1994, čímž obdržel titul služebník Boží. Dne 27. března 2010 podepsal papež Benedikt XVI. dekret o jeho mučednictví.
Blahořečen pak byl dne 30. října 2010 v katedrále Nanebevzetí Panny Marie ve Velkém Varadíně. Obřadu předsedal jménem papeže Benedikta XVI. arcibiskup Angelo Amato.
Jeho památka je připomínána 3. října. Bývá zobrazován v biskupském oděvu.